# Makowica (Mazovie)
Pour les articles homonymes, voir Makowica.
Makowica (prononciation : [makɔˈvit͡sa]) est un village polonais de la gmina de Szelków dans le powiat de Maków de la voïvodie de Mazovie dans le centre-est de la Pologne.
Il se situe à environ 7 kilomètres au nord-ouest de Szelków (siège de la gmina), 3 kilomètres à l'est de Maków Mazowiecki (siège du powiat) et à 73 kilomètres au nord de Varsovie (capitale de la Pologne).

## Histoire
De 1975 à 1998, le village appartenait administrativement à la voïvodie d'Ostrołęka.